# 丸の内永楽ビルディング
丸の内永楽ビルディング（まるのうちえいらくビルディング）は、東京都千代田区丸の内一丁目に建つ超高層ビルである。

## 建替事業
丸の内一丁目4番（評定所があった江戸城外辰ノ口）のこの地には、元は東銀ビルヂング（東京銀行丸の内支店があったため。一丁目4番2号、1960年竣工）、三菱UFJ信託銀行東京ビル（一丁目4番3号、東洋信託銀行本店として1979年竣工）、住友信託銀行東京ビル（一丁目4番4号、1985年竣工）の3棟のビルがあった。2006年4月時点では三菱地所と三菱東京UFJ銀行が共同で東銀ビル1棟を建て替える計画であったが、1年後の2007年4月には三菱UFJ信託銀行と住友信託銀行（現 三井住友信託銀行）も本計画に加わり、3棟を一括して建替えることが発表された。2009年9月17日に着工、2年4ヶ月の工期ののち、2012年1月19日に竣工した。民間都市再生事業計画認定事業。
北側は永代通り、東側は大名小路、西側は丸の内仲通りと3方向を道路に接する。ビルの名称は、現在の丸の内1丁目付近に相当する1691年から1929年までの町名の永楽町に由来する。以前にも永楽ビルディングの名称の建築物が存在したが、本ビルから永代通りを挟んだ北側の大手町一丁目に位置していた。

## 建築
設計・監理は三菱地所設計が担当し、同社代表取締役副社長（当時）の大内政男が携わった。
丸の内仲通りのゲートであることを表現し、縦方向を強調したブラジル産花崗岩のフレームが外観の特徴である。低層部は、丸の内地区共通の高さ31mに揃えた庇が円柱で支えられている。大名小路側は三菱東京UFJ銀行と三井住友信託銀行が隣接して店舗を設けていることから、北側の三菱東京UFJ銀行部分は高層部と同種の石材による外装フィン、南側の三井住友信託銀行部分は南アフリカ産の黒緑色の花崗岩を用いたPC外装と、異なったファサードで仕上げられている。地下1階から地上2階にかけては飲食店など26店舗からなる商業ゾーン「iiyo!!（イーヨ!!）」とされた。この名称は、丸の内1-4の番地にも掛けられている。丸の内仲通り側は立体的な壁面緑化が施され、北西角のテラスには江戸彼岸桜など春をイメージした植栽が施された。6階から26階にかけては、各階有効面積960坪の無柱空間のオフィスとして提供されている。
本ビル南隣に2003年に日本工業倶楽部会館・三菱UFJ信託銀行本店ビルが竣工したが、基準容積率は竣工当時の1000%から完成後に1300%に変更され、未利用部分が生じた。250m離れたパレスホテル東京は皇居の景観維持のため高さを低く抑えており、ここでも容積率の余剰が生じていた。本ビルは特例容積率適用区域制度を活用し、これらの余剰容積率を上乗せして建設された。この制度の適用は、東京駅を除く民間では初の適用である。
屋上には1,100枚・最大100kWの太陽光発電システムが設置され、LED照明やIPMモーター、太陽追尾型自動角度調整ブラインドの採用やBEMSの導入によりCASBEE基準Sランクの環境性能を実現した。耐震性は、建築基準法の1.5倍の性能が確保された。2013年には、第54回BCS賞を受賞している。
本ビルは東京メトロ東西線大手町駅に直結するほか、日本工業倶楽部会館・三菱UFJ信託銀行本店ビルの地下を介し東京駅ともつながる。

## 主な入居企業
- 三井住友信託銀行本店[10]・本店営業部
- 三菱UFJ銀行新丸の内支店・東京営業部

（共同事業主の1社である三菱UFJ信託銀行の本店は、本ビル南隣の「日本工業倶楽部会館・三菱UFJ信託銀行本店ビル」となる）
- 産業革新投資機構（21階）
- 夢真（22階）[12]
- 武田バイオ開発センター（23階）[13]
- アビームコンサルティング（24階）[14]